# Petr Odo Macháček
Petr Odo Macháček (* 15. února 1968 v Městci Králové) je český divadelní režisér, dramatik a herec, umělecký šéf Divadla Kámen.

## Život a dílo
Zaměřuje se na soudobou činohru. Někdy pracuje i se zřídka využívanými nebo opomíjenými postupy, například jevištním i textovým minimalismem, rozehráváním motivů v předem neprobádaných rovinách, improvizací jazzového typu, otevřeným osobním herectvím, důrazem na fyzické vnímání činohry a její hudebnost. Od roku 2017 se zaměřuje na tvorbu her a inscenací inspirovaných nejsoučasnější českou literaturou.[zdroj?]
Absolvoval Matematicko-fyzikální fakultu UK v Praze.
Je zakladatelem, uměleckým šéfem a režisérem Divadla Kámen, v němž pracuje s dlouhodobě budovanou hereckou skupinou (například Lenka Chadimová, Lucie Zachovalová, Kristýna Suchá, Miroslav Paulíček, Vít Macháček, ...). Opakovaně režíruje pro Ostravské dny nové hudby (NODO). Pravidelně spolupracuje s festivalem experimentujícího divadla Šrámkův Písek.
V roce 2013 v rámci festivalu „...příští vlna / next wave...“ mu bylo uděleno ocenění „Osobnost roku“.[zdroj?]

## Tvorba
V letech 1998 – 2023 napsal a jako režisér nebo herec zrealizoval následující hry (včetně scénáře a režie, není-li uvedeno jinak; v závorce datum premiéry):
- Můj bratr mesiáš (2023, Divadlo Kámen; inspirace Martin Vopěnka: Můj bratr mesiáš)
- 2024: Julie a Winston (2022, Divadlo Kámen; inspirace George Orwell: 1984)
- Motýlí ú-křik (2021, Divadlo Kámen; inspirace Jan Tománek: Motýlí křik)
- Dešťová hůl (2021, Divadlo Kámen; inspirace Jiří Hájíček: Dešťová hůl)
- Hibiki, Hibiki, vzhmoť! (opera, 2020, NODO Ostrava, scénář a hudba Marek Keprt)[2]
- Poříčská madona (2020, Divadlo Kámen; inspirace Jáchym Topol: Citlivý člověk)
- S citem (2019, Divadlo Kámen; inspirace Jáchym Topol: Citlivý člověk)
- Přesně 42 zubů (2018, Divadlo Kámen; inspirace Viktor Pelevin: Svatá kniha vlkodlaka)
- Vražda u katedrály (2018, Divadlo Kámen)
- Přibližně dvaatřicet zubů (2017, Divadlo Kámen; inspirace Viktor Pelevin: Svatá kniha vlkodlaka)
- OK plus F (2017, Divadlo Kámen)
- Táhlý zvlněný pohyb podélného předmětu (opera, 2016, NODO Ostrava, hudba Petr Cígler)
- Ztráta obsahu v konfekčním obalu (2016, Divadlo Kámen)
- Oidipus 11 minut (2016, Divadlo Kámen)
- Dopis poslaný poštou (2015, Divadlo Kámen)
- Mamut mamut (2014, Divadlo Kámen; hudba Martin Marek, Jan Pták)
- Výhled na řeku Labe (2013, Divadlo Kámen, režie Martin J. Švejda)
- Deus ex offo (2012, Divadlo Kámen)
- Ras al Chajma (2011, Divadlo Kámen; hudba Jan Pták)
- Paní (2010, Divadlo Kámen)
- Eéliška kolem (2009, Divadlo Kámen)
- Asi ani zahrada (2009, Divadlo Kámen)
- Zvěstování Bohunce (2009, Divadlo Kámen; hudba Jaroslav Janovský)
- Opičí tlapa (2008, Divadlo Kámen; hudba Ivan Vohrna)
- Žáby (2008, Divadlo Kámen; hudba Petr Mazur)
- Kámen II (2006, Divadlo Kámen)
- Marmeláda' (2005, Divadlo Kámen)
- Mlejnek (2004, Divadlo Kámen)
- Rakvičky (2002, Divadlo Kámen)
- 48 lepáků (2002, Divadlo Kámen)
- Karkulka (2001, Divadlo Kámen)
- Můra (2001, Divadlo Kámen)
- Velké páky (2001, Divadlo Kámen)
- Levá ruka (2000, Divadlo Kámen)
- Páky (2000, Divadlo Kámen)
- Ulice (2000, Divadlo Kámen)
- Buchty (2000, Divadlo Kámen)
- Kámen (1999, Divadlo Kámen)